# Landkreis Aichach
Der Landkreis Aichach gehörte zum bayerischen Regierungsbezirk Oberbayern. Vor dem Beginn der Gebietsreform in Bayern umfasste der Landkreis 73 Gemeinden. Sein ehemaliges Gebiet liegt heute in den Landkreisen Aichach-Friedberg im Regierungsbezirk Schwaben sowie Dachau in Oberbayern.

## Geographie

### Wichtige Orte
Die einwohnerstärksten Orte waren Aichach, Pöttmes, Altomünster und Kühbach.

### Nachbarkreise
Der Landkreis grenzte 1972 im Uhrzeigersinn im Norden beginnend an die Landkreise Neuburg an der Donau, Schrobenhausen, Pfaffenhofen an der Ilm, Dachau, Friedberg, Augsburg und Wertingen.

## Geschichte

### Bis 1862
Nach dem Bamberger Königsmord und der Schleifung der Stammburg der Wittelsbacher im heutigen Aichacher Ortsteil Oberwittelsbach 1208/09 fasste Herzog Ludwig der Kelheimer die Pfalzgrafengüter und den eigenen Grundbesitz an der Paar zum Kastenamt Aichach zusammen. Zum mittelalterlichen Landgericht Aichach gehörte auch der Raum um Friedberg und Schrobenhausen, wo um 1420 eigene Landgerichte entstanden. Seit 1255 gehörte der Aichacher Raum zum Teilherzogtum Oberbayern, von 1392 bis 1447 zu Bayern-Ingolstadt, dann bis 1506 zu Niederbayern und ab diesem Zeitpunkt zum wieder vereinigten Herzogtum Bayern.

### Bezirksamt
Das Bezirksamt Aichach wurde im Königreich Bayern zum 1. Juli 1862 durch den Zusammenschluss der Landgerichte älterer Ordnung Aichach und Rain gebildet.
Anlässlich der Reform des Zuschnitts der bayerischen Bezirksämter trat das Bezirksamt Aichach am 1. Januar 1880 den Distrikt Rain (zugleich Amtsgerichtsbezirk) mit 38 Gemeinden an das Bezirksamt Neuburg an der Donau ab.
Bis 1928 zählte das Bezirksamt noch 75 Gemeinden. In jenem Jahr wurden die Gemeinden Edenhausen und Eisingersdorf der Gemeinde Pichl angeschlossen, die heute Teil des Marktes Aindling ist.

### Landkreis
Am 1. Januar 1939 wurde die reichseinheitliche Bezeichnung Landkreis eingeführt. So wurde aus dem Bezirksamt der Landkreis Aichach.
Am 1. Juli 1972 wurde der Landkreis Aichach im Zuge der Gebietsreform in Bayern aufgelöst:
- Die Gemeinden Altomünster, Hilgertshausen, Hohenzell, Kiemertshofen, Kleinberghofen, Oberzeitlbach, Randelsried, Stumpfenbach, Tandern, Thalhausen und Wollomoos kamen zum Landkreis Dachau.
- Alle übrigen Gemeinden wurden mit dem größten Teil des aufgelösten Landkreises Friedberg sowie einzelnen Gemeinden der Landkreise Fürstenfeldbruck, Neuburg an der Donau und Schrobenhausen zum neuen Landkreis Augsburg-Ost zusammengefasst, dem heutigen Landkreis Aichach-Friedberg oder auch Wittelsbacher Land.[3][4]

Dadurch wechselte der größere Teil des Altlandkreises Aichach vom Regierungsbezirk Oberbayern in den Regierungsbezirk Schwaben. 1973 legte der Kreistag mit knapper Mehrheit Aichach als Kreisstadt fest und der Landkreis erhielt mit Wirkung vom 1. Mai den Namen Aichach-Friedberg.

## Bezirksamtmänner/Bezirksoberamtmänner bis 1939, Landräte ab 1939
- 1917–1937: Josef Echter
- 1938–1945: Karl Beinhardt (NSDAP)
- 1962–1972: Josef Bestler (CSU)

## Einwohnerentwicklung
| Jahr | Einwohner | Quelle |
| ---- | --------- | ------ |
| 1864 | 36.675    | [ 7 ]  |
| 1885 | 26.926    | [ 8 ]  |
| 1900 | 26.929    | [ 9 ]  |
| 1910 | 29.505    | [ 9 ]  |
| 1925 | 30.114    | [ 10 ] |
| 1939 | 29.730    | [ 11 ] |
| 1950 | 43.441    | [ 12 ] |
| 1960 | 39.300    | [ 13 ] |
| 1971 | 44.000    | [ 14 ] |

## Gemeinden
Die 73 Gemeinden des Landkreises Aichach vor der Gemeindereform in den 1970er Jahren. (Die Gemeinden, die es heute noch gibt, sind fett geschrieben.)
| \| frühere Gemeinde \| heutige Gemeinde \| heutiger Landkreis \| \| ------------------ \| ------------------------------- \| --------------------------- \| \| Adelzhausen \| Gemeinde Adelzhausen \| Landkreis Aichach-Friedberg \| \| Affing \| Gemeinde Affing \| Landkreis Aichach-Friedberg \| \| Aichach \| Stadt Aichach \| Landkreis Aichach-Friedberg \| \| Aindling \| Markt Aindling \| Landkreis Aichach-Friedberg \| \| Algertshausen \| Stadt Aichach \| Landkreis Aichach-Friedberg \| \| Allenberg \| Gemeinde Schiltberg \| Landkreis Aichach-Friedberg \| \| Alsmoos \| Gemeinde Petersdorf \| Landkreis Aichach-Friedberg \| \| Altomünster \| Markt Altomünster \| Landkreis Dachau \| \| Aufhausen \| Gemeinde Schiltberg \| Landkreis Aichach-Friedberg \| \| Binnenbach \| Markt Aindling \| Landkreis Aichach-Friedberg \| \| Ebenried \| Markt Pöttmes \| Landkreis Aichach-Friedberg \| \| Ecknach \| Stadt Aichach \| Landkreis Aichach-Friedberg \| \| Edenried \| Stadt Aichach \| Landkreis Aichach-Friedberg \| \| Gallenbach \| Stadt Aichach \| Landkreis Aichach-Friedberg \| \| Gaulzhofen \| Markt Aindling \| Landkreis Aichach-Friedberg \| \| Griesbeckerzell \| Stadt Aichach \| Landkreis Aichach-Friedberg \| \| Gundelsdorf \| Markt Pöttmes \| Landkreis Aichach-Friedberg \| \| Handzell \| Markt Pöttmes \| Landkreis Aichach-Friedberg \| \| Haslangkreit \| Markt Kühbach \| Landkreis Aichach-Friedberg \| \| Haunswies \| Gemeinde Affing \| Landkreis Aichach-Friedberg \| \| Hausen \| Markt Aindling \| Landkreis Aichach-Friedberg \| \| Heretshausen \| Gemeinde Adelzhausen \| Landkreis Aichach-Friedberg \| \| Hilgertshausen \| Gemeinde Hilgertshausen-Tandern \| Landkreis Dachau \| \| Hohenzell \| Markt Altomünster \| Landkreis Dachau \| \| Hollenbach \| Gemeinde Hollenbach \| Landkreis Aichach-Friedberg \| \| Igenhausen \| Gemeinde Hollenbach \| Landkreis Aichach-Friedberg \| \| Immendorf \| Markt Pöttmes \| Landkreis Aichach-Friedberg \| \| Inchenhofen \| Markt Inchenhofen \| Landkreis Aichach-Friedberg \| \| Kiemertshofen \| Markt Altomünster \| Landkreis Dachau \| \| Kleinberghofen \| Gemeinde Erdweg \| Landkreis Dachau \| \| Klingen \| Stadt Aichach \| Landkreis Aichach-Friedberg \| \| Kühbach \| Markt Kühbach \| Landkreis Aichach-Friedberg \| \| Mainbach \| Gemeinde Hollenbach \| Landkreis Aichach-Friedberg \| \| Motzenhofen \| Gemeinde Hollenbach \| Landkreis Aichach-Friedberg \| \| Oberbachern \| Markt Inchenhofen \| Landkreis Aichach-Friedberg \| \| Oberbernbach \| Stadt Aichach \| Landkreis Aichach-Friedberg \| \| Oberdorf \| Gemeinde Hilgertshausen-Tandern \| Landkreis Dachau \| \| Obergriesbach \| Gemeinde Obergriesbach \| Landkreis Aichach-Friedberg \| \| Obermauerbach \| Stadt Aichach \| Landkreis Aichach-Friedberg \| \| Oberschneitbach \| Stadt Aichach \| Landkreis Aichach-Friedberg \| \| Oberschönbach \| Markt Kühbach \| Landkreis Aichach-Friedberg \| \| Oberwittelsbach \| Stadt Aichach \| Landkreis Aichach-Friedberg \| \| Oberzeitlbach \| Markt Altomünster \| Landkreis Dachau \| \| Osterzhausen \| Markt Pöttmes \| Landkreis Aichach-Friedberg \| \| Petersdorf \| Gemeinde Petersdorf \| Landkreis Aichach-Friedberg \| \| Pichl \| Markt Aindling \| Landkreis Aichach-Friedberg \| \| Pöttmes \| Markt Pöttmes \| Landkreis Aichach-Friedberg \| \| Randelsried \| Markt Altomünster \| Landkreis Dachau \| \| Rapperzell \| Gemeinde Schiltberg \| Landkreis Aichach-Friedberg \| \| Rehling \| Gemeinde Rehling \| Landkreis Aichach-Friedberg \| \| Ruppertszell \| Gemeinde Schiltberg \| Landkreis Aichach-Friedberg \| \| Sainbach \| Markt Inchenhofen \| Landkreis Aichach-Friedberg \| \| Schiltberg \| Gemeinde Schiltberg \| Landkreis Aichach-Friedberg \| \| Schnellmannskreuth \| Markt Pöttmes \| Landkreis Aichach-Friedberg \| \| Schönbach \| Gemeinde Hollenbach \| Landkreis Aichach-Friedberg \| \| Schönleiten \| Gemeinde Petersdorf \| Landkreis Aichach-Friedberg \| \| Sielenbach \| Gemeinde Sielenbach \| Landkreis Aichach-Friedberg \| \| Stockensau \| Markt Kühbach \| Landkreis Aichach-Friedberg \| \| Stotzard \| Markt Aindling \| Landkreis Aichach-Friedberg \| \| Stumpfenbach \| Markt Altomünster \| Landkreis Dachau \| \| Sulzbach \| Stadt Aichach \| Landkreis Aichach-Friedberg \| \| Tandern \| Gemeinde Hilgertshausen-Tandern \| Landkreis Dachau \| \| Thalhausen \| Markt Altomünster \| Landkreis Dachau \| \| Tödtenried \| Gemeinde Sielenbach \| Landkreis Aichach-Friedberg \| \| Todtenweis \| Gemeinde Todtenweis \| Landkreis Aichach-Friedberg \| \| Unterbernbach \| Markt Kühbach \| Landkreis Aichach-Friedberg \| \| Untergriesbach \| Stadt Aichach \| Landkreis Aichach-Friedberg \| \| Unterschneitbach \| Stadt Aichach \| Landkreis Aichach-Friedberg \| \| Unterwittelsbach \| Stadt Aichach \| Landkreis Aichach-Friedberg \| \| Walchshofen \| Stadt Aichach \| Landkreis Aichach-Friedberg \| \| Willprechtszell \| Gemeinde Petersdorf \| Landkreis Aichach-Friedberg \| \| Wollomoos \| Markt Altomünster \| Landkreis Dachau \| \| Zahling \| Gemeinde Obergriesbach \| Landkreis Aichach-Friedberg \| |                                 |                             |
| frühere Gemeinde | heutige Gemeinde                | heutiger Landkreis          |
| Adelzhausen | Gemeinde Adelzhausen            | Landkreis Aichach-Friedberg |
| Affing | Gemeinde Affing                 | Landkreis Aichach-Friedberg |
| Aichach | Stadt Aichach                   | Landkreis Aichach-Friedberg |
| Aindling | Markt Aindling                  | Landkreis Aichach-Friedberg |
| Algertshausen | Stadt Aichach                   | Landkreis Aichach-Friedberg |
| Allenberg | Gemeinde Schiltberg             | Landkreis Aichach-Friedberg |
| Alsmoos | Gemeinde Petersdorf             | Landkreis Aichach-Friedberg |
| Altomünster | Markt Altomünster               | Landkreis Dachau            |
| Aufhausen | Gemeinde Schiltberg             | Landkreis Aichach-Friedberg |
| Binnenbach | Markt Aindling                  | Landkreis Aichach-Friedberg |
| Ebenried | Markt Pöttmes                   | Landkreis Aichach-Friedberg |
| Ecknach | Stadt Aichach                   | Landkreis Aichach-Friedberg |
| Edenried | Stadt Aichach                   | Landkreis Aichach-Friedberg |
| Gallenbach | Stadt Aichach                   | Landkreis Aichach-Friedberg |
| Gaulzhofen | Markt Aindling                  | Landkreis Aichach-Friedberg |
| Griesbeckerzell | Stadt Aichach                   | Landkreis Aichach-Friedberg |
| Gundelsdorf | Markt Pöttmes                   | Landkreis Aichach-Friedberg |
| Handzell | Markt Pöttmes                   | Landkreis Aichach-Friedberg |
| Haslangkreit | Markt Kühbach                   | Landkreis Aichach-Friedberg |
| Haunswies | Gemeinde Affing                 | Landkreis Aichach-Friedberg |
| Hausen | Markt Aindling                  | Landkreis Aichach-Friedberg |
| Heretshausen | Gemeinde Adelzhausen            | Landkreis Aichach-Friedberg |
| Hilgertshausen | Gemeinde Hilgertshausen-Tandern | Landkreis Dachau            |
| Hohenzell | Markt Altomünster               | Landkreis Dachau            |
| Hollenbach | Gemeinde Hollenbach             | Landkreis Aichach-Friedberg |
| Igenhausen | Gemeinde Hollenbach             | Landkreis Aichach-Friedberg |
| Immendorf | Markt Pöttmes                   | Landkreis Aichach-Friedberg |
| Inchenhofen | Markt Inchenhofen               | Landkreis Aichach-Friedberg |
| Kiemertshofen | Markt Altomünster               | Landkreis Dachau            |
| Kleinberghofen | Gemeinde Erdweg                 | Landkreis Dachau            |
| Klingen | Stadt Aichach                   | Landkreis Aichach-Friedberg |
| Kühbach | Markt Kühbach                   | Landkreis Aichach-Friedberg |
| Mainbach | Gemeinde Hollenbach             | Landkreis Aichach-Friedberg |
| Motzenhofen | Gemeinde Hollenbach             | Landkreis Aichach-Friedberg |
| Oberbachern | Markt Inchenhofen               | Landkreis Aichach-Friedberg |
| Oberbernbach | Stadt Aichach                   | Landkreis Aichach-Friedberg |
| Oberdorf | Gemeinde Hilgertshausen-Tandern | Landkreis Dachau            |
| Obergriesbach | Gemeinde Obergriesbach          | Landkreis Aichach-Friedberg |
| Obermauerbach | Stadt Aichach                   | Landkreis Aichach-Friedberg |
| Oberschneitbach | Stadt Aichach                   | Landkreis Aichach-Friedberg |
| Oberschönbach | Markt Kühbach                   | Landkreis Aichach-Friedberg |
| Oberwittelsbach | Stadt Aichach                   | Landkreis Aichach-Friedberg |
| Oberzeitlbach | Markt Altomünster               | Landkreis Dachau            |
| Osterzhausen | Markt Pöttmes                   | Landkreis Aichach-Friedberg |
| Petersdorf | Gemeinde Petersdorf             | Landkreis Aichach-Friedberg |
| Pichl | Markt Aindling                  | Landkreis Aichach-Friedberg |
| Pöttmes | Markt Pöttmes                   | Landkreis Aichach-Friedberg |
| Randelsried | Markt Altomünster               | Landkreis Dachau            |
| Rapperzell | Gemeinde Schiltberg             | Landkreis Aichach-Friedberg |
| Rehling | Gemeinde Rehling                | Landkreis Aichach-Friedberg |
| Ruppertszell | Gemeinde Schiltberg             | Landkreis Aichach-Friedberg |
| Sainbach | Markt Inchenhofen               | Landkreis Aichach-Friedberg |
| Schiltberg | Gemeinde Schiltberg             | Landkreis Aichach-Friedberg |
| Schnellmannskreuth | Markt Pöttmes                   | Landkreis Aichach-Friedberg |
| Schönbach | Gemeinde Hollenbach             | Landkreis Aichach-Friedberg |
| Schönleiten | Gemeinde Petersdorf             | Landkreis Aichach-Friedberg |
| Sielenbach | Gemeinde Sielenbach             | Landkreis Aichach-Friedberg |
| Stockensau | Markt Kühbach                   | Landkreis Aichach-Friedberg |
| Stotzard | Markt Aindling                  | Landkreis Aichach-Friedberg |
| Stumpfenbach | Markt Altomünster               | Landkreis Dachau            |
| Sulzbach | Stadt Aichach                   | Landkreis Aichach-Friedberg |
| Tandern | Gemeinde Hilgertshausen-Tandern | Landkreis Dachau            |
| Thalhausen | Markt Altomünster               | Landkreis Dachau            |
| Tödtenried | Gemeinde Sielenbach             | Landkreis Aichach-Friedberg |
| Todtenweis | Gemeinde Todtenweis             | Landkreis Aichach-Friedberg |
| Unterbernbach | Markt Kühbach                   | Landkreis Aichach-Friedberg |
| Untergriesbach | Stadt Aichach                   | Landkreis Aichach-Friedberg |
| Unterschneitbach | Stadt Aichach                   | Landkreis Aichach-Friedberg |
| Unterwittelsbach | Stadt Aichach                   | Landkreis Aichach-Friedberg |
| Walchshofen | Stadt Aichach                   | Landkreis Aichach-Friedberg |
| Willprechtszell | Gemeinde Petersdorf             | Landkreis Aichach-Friedberg |
| Wollomoos | Markt Altomünster               | Landkreis Dachau            |
| Zahling | Gemeinde Obergriesbach          | Landkreis Aichach-Friedberg |

## Kfz-Kennzeichen
Am 1. Juli 1956 wurde dem Landkreis bei der Einführung der bis heute gültigen Kfz-Kennzeichen das Unterscheidungszeichen AIC zugewiesen. Es wird im Landkreis Aichach-Friedberg durchgängig bis heute ausgegeben.